# Alpine Club
L 'Alpine Club (parola inglese che significa Club Alpino) è una associazione alpinistica del Regno Unito, fondata a Londra nel 1857.
Era inizialmente descritta come "A club of English gentlemen devoted to mountaineering, first of all in the Alps, members of which have successfully addressed themselves to attempts of the kind on loftier mountains." (Trad.: Una associazione di gentiluomini inglesi praticanti l'alpinismo, specialmente nelle Alpi, i cui membri si sono dedicati con successo a tentativi del genere su montagne più alte).
Fu la prima associazione del genere a nascere; negli anni successivi nacquero tutte le principali associazioni alpinistiche degli altri Paesi.
Dal 1863 l'Alpine Club pubblica The Alpine Journal, la più antica rivista alpinistica. Oggetto degli articoli sono soprattutto le avventure dei maggiori alpinisti, i cui racconti sono corredati di numerose carte e mappe. Il giornale servirà da modello ad altre riviste specialistiche del settore che appariranno negli anni seguenti.

## Presidenti dell'associazione
- 1857–1860: John Ball
- 1860–1863: E. S. Kennedy
- 1863–1865: Alfred Wills
- 1865–1868: Leslie Stephen
- 1868–1871: William Mathews
- 1871–1874: William Longman
- 1875–1877: Thomas Woodbine Hinchliff
- 1881–1883: Thomas George Bonney
- 1884–1886: Florence Crauford Grove
- 1886–1890: Clinton Thomas Dent
- 1890–1893: Horace Walker
- 1893–1896: Douglas Freshfield
- 1896–1899: Charles Pilkington
- 1899–1902: Dr James Brice (in seguito Viscount Bryce)
- 1902–1904: Sir Martin Conway (in seguito Lord Conway of Allington)
- 1904–1906: George Forrest Browne, Vescovo of Bristol
- 1908–1911: Hermann Wooley
- 1911–1916: W. E. Davison
- 1917–1919: John Percy Farrar
- 1920–1923: J. Norman Collie
- 1923–1926: Charles Granville Bruce
- 1926–1929: Sir George Henry Morse
- 1929–1932: Claude Wilson
- 1932–1934: Sir John Withers MP
- 1935–1938: Edward Lisle Strutt
- 1938–1940: Sir Claud Schuster GCB (in seguito Lord Schuster)
- 1941–1943: Geoffrey Winthrop Young
- 1944–1947: Leo Amery
- 1947–1949: Tom George Longstaff
- 1950–1953: Claude Aurelius Elliott
- 1953–1956: Edwin Savary Herbert
- 1956–1959: Sir John Hunt (in seguito Lord Hunt)
- 1959–1962: George Finch
- 1962–1965: Howard Somervell
- 1965-1968: Eric Shipton
- 1968–1971: Charles Evans
- 1971–1974: A. D. M. Cox
- 1974–1977: Jack Longland
- 1977–1980: Peter Lloyd
- 1980–1983: J. H. Emlyn-Jones
- 1983-1986: R. R. E. Chorley
- 1986: A. K. Rawlinson (died in office)
- 1986–1987: Nea Evans
- 1987–1990: George Band
- 1990–1993: H. R. A. Streather
- 1993–1996: Mike Westmacott
- 1996–1999: Sir Chris Bonington
- 1999–2001: Doug Scott
- 2002–2004: Alan Blackshaw
- 2005–2007: Stephen Venables
- 2007-2010: Paul Braithwaite.
- 2010-2013: Mick Fowler
- 2014–2016: Lindsay Griffin
- 2017–2019: John Porter